# 礼銭
礼銭（れいせん）とは、本来は室町幕府において征夷大将軍の任命などの祝い事の際に守護大名や寺社などから献上された祝い金のこと。物品で献上される場合には礼物（れいもつ）と呼ばれる。後には一献料（いっこんりょう）・酒肴料（しゅこうりょう）とも呼ばれて、官職や訴訟における有利な判決と引き換えに謝礼として室町幕府や朝廷、守護大名、あるいはそれらに仕える役人達に対して献上される金品を指した。

## 概要
近代以前の国家においては、権利は人民には有せず国家など権力を保有する者に対する功労の恩典として授けられる性質のものであった。このため、大名から民衆に至るまで上位の権力者から権利を授かれば、お礼として金品など実際の利益となる物を献上することが当然の礼儀・道理と考えられていたのである。つまり、近代以前の法観念においては礼銭と賄賂の境界線は微妙で曖昧であったことに留意する必要がある。
こうした慣習は古代から存在したが、鎌倉時代には訴訟当事者が有利な判決を得るために担当者を宴会に招く事がしばしば行われていた。後の「一献料」・「酒肴料」という別名はここに由来するとされている。また、訴訟に至らない場合でも、新たな賦課負担を求める中央の荘園領主や現地の守護の使者が現地の荘園に派遣された場合、負担の減免を求めて行われる現地代表と使者側の交渉の際にも使者に執り成しを依頼するために金品を直接送ったり、接待の費用に充てることが行われた。また、預所や請所が年貢を督促する時に、守護や地頭に力を借りて一定の手数料を支払う場合もあった。
室町・戦国時代の朝廷・室町幕府の財政基盤が大変弱かった事から、官職・役職への補任や継目安堵（将軍の就任に際して引き続き所領安堵の安堵状を得る事）の文書発給条件として謝礼としての礼銭の献上が期待されるようになり、いつしか論理がすり替わって礼銭の献上の多寡によって発給の是非が決定されるようになっていった。
朝廷や幕府財政の悪化が深刻になると、段銭・半済などの課役免除や禁制制札の発給、関所の新設廃止、座などの商業上の特権付与、訴訟に対する支持など様々な権利を求める人々に対して礼銭を求めるようになり、また権利を求める側も自己への有利な取り計らいに期待してこれを積極的に献上した。この風潮は守護大名から荘園領主、惣村指導者、土倉などの有力商人、果ては一般民衆まで社会全体に定着し、その献上対象も諸国を治める守護大名をはじめとして、朝廷や幕府、守護に影響のある実力者、公家や守護代、奉行衆などの実際の行政・訴訟実務の担当官吏にまで広がっていった。特に家計的に苦しかった公家や奉行衆などにとっては生活を維持するための有力な収入源でさえあったとされている。
特に当時の訴訟手続は、訴訟当事者からの開催要求に対して奉行人などの訴訟担当者がその日程の可否を決めるという手続を取っていたため、担当者が拒絶すれば何年も訴訟が中断される恐れがあった。このため、訴訟を有利にする礼銭の前に訴訟そのものを開催するための礼銭が必要となる有様であり、当時の財務記録には訴訟のために経費として役人などへの礼銭・一献料の存在が公然と計上され、また村同士のいさかいによる訴訟や荘園に対する段銭賦課の免除申請などにおける上位権力との交渉では村が属する荘園領主が礼銭・一献料を立て替えて後日村側に半分ないしそれ以上を請求した記録も残されている。
朝廷や室町幕府は訴訟担当者が礼銭を取る事を禁じる命令を出したが、当の朝廷や幕府が高額な礼銭の受領者であり、その効果は全くなかった。更に応仁の乱以後になると、地方にあった公家や奉行衆の所領が戦国大名や国人達の押領を受けて収入が途絶え、礼銭収入無しでは日常生活も送れないほどの経済的苦境にも陥っていたため、禁令を出すこと自体が困難となってしまった。礼銭が賄賂とみなして厳しく禁じられるのは統一的権力を打ちたて、強力な財政基盤と武士道の涵養に尽力した江戸幕府の成立以後の事になる。その江戸幕府においても高家が大名に礼儀作法を伝授する際に受け取る「束脩」などは一種の幕府公認の礼銭であり、かの『忠臣蔵』の最初の場面である浅野長矩と吉良義央の遣り取りも実は「束脩」の性質を巡るトラブルと考える事も可能である。また、長年続いた礼銭の観念から賄賂に対する罪悪感は希薄な状態が続き、江戸幕府そして明治政府以後に至るまでこうした賄賂や買収を巡る問題が絶えない一因となったと考えられる。